# فیلیپو سگاربی
فیلیپو سگاربی (انگلیسی: Filippo Sgarbi؛ زادهٔ ۲۹ دسامبر ۱۹۹۷) بازیکن فوتبال اهل ایتالیا است.
از باشگاه‌هایی که در آن بازی کرده‌است می‌توان به باشگاه فوتبال اینتر میلان و باشگاه فوتبال پروجا اشاره کرد.